# Horisme minor
Horisme minor là một loài bướm đêm trong họ Geometridae.